# Peter-und-Paul-Kirche (Nieder-Ohmen)

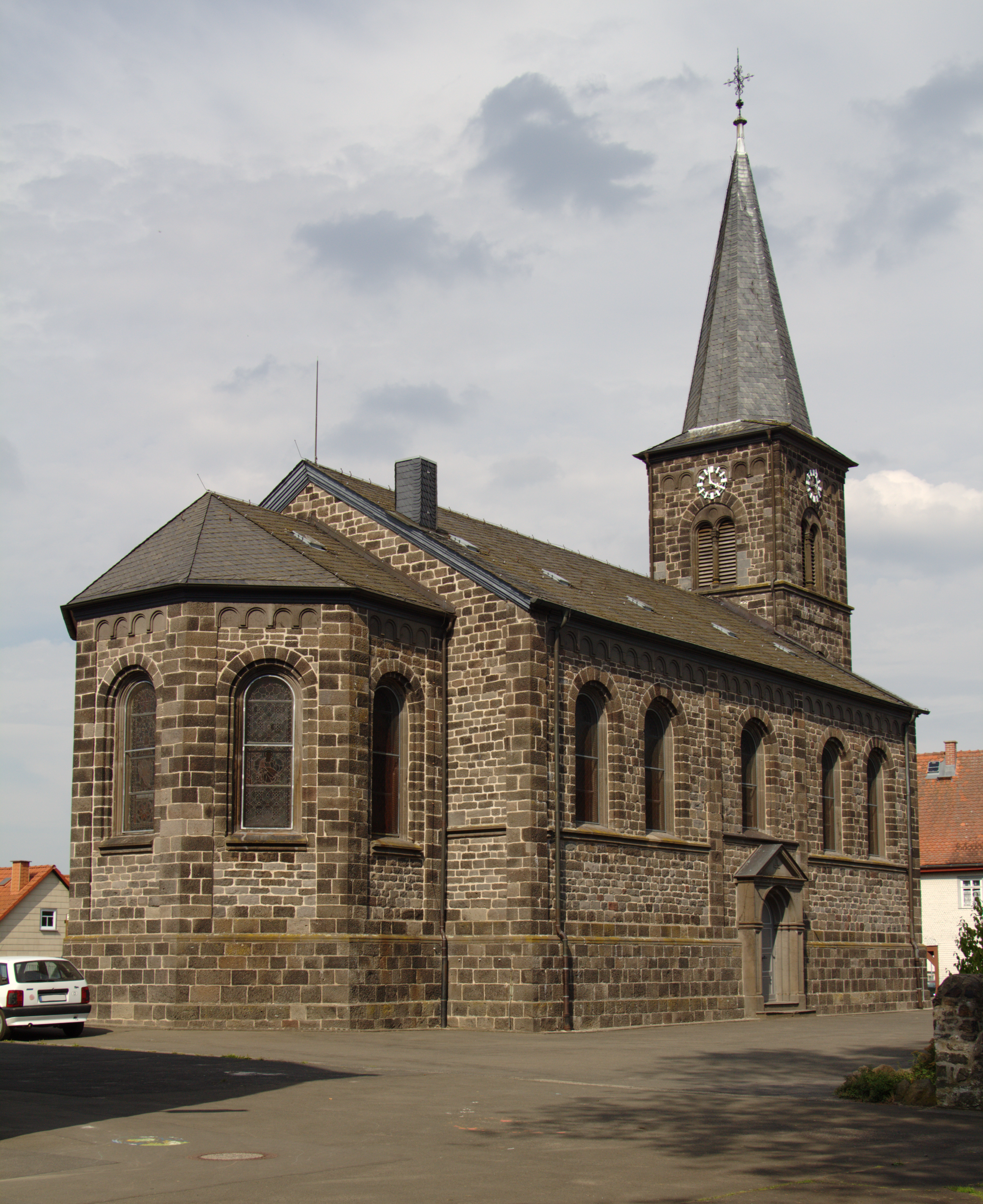
Evangelische Peter-und-Paul-Kirche (Nieder-Ohmen)

Die evangelische Peter-und-Paul-Kirche ist ein denkmalgeschütztes Kirchengebäude, das im Ortsteil Nieder-Ohmen der Gemeinde Mücke im Vogelsbergkreis (Hessen) steht. Die Kirchengemeinde gehört zum Dekanat Vogelsberg in der Propstei Oberhessen der Evangelischen Kirche in Hessen und Nassau.

## Geschichte und Architektur
Eine Kirche ist zum ersten Mal für das Jahr 1233 belegt. Da diese in den 1860er Jahren einzufallen drohte und die Kirchenglocke aus dem Jahr 1345 nicht mehr geläutet werden durfte, wurde sie 1866 abgerissen. Am 9. Juli 1886 wurde etwas weiter östlich auf dem ehemaligen Friedhofsgelände der Grundstein für die neue Kirche gelegt. Die spätklassizistische Saalkirche wurde nach einem Entwurf des Kreisbaumeisters Konrad Schnitzel im Rundbogenstil aus Quadermauerwerk errichtet. Der dreiseitig abgeschlossene Chor steht im Westen, der Kirchturm im Osten. Am 16. Oktober 1887 fand die Einweihung statt. Am 9. Mai 1890 kam eine Turmuhr dazu. Im obersten Geschoss des Kirchturms befindet sich hinter den als Biforien gestalteten Klangarkaden der Glockenstuhl. 
Die Kirche erhielt 2018 den Namen Peter-und-Paul-Kirche.

## Ausstattung
Der Innenraum mit Emporen an drei Seiten ist mit einer Flachdecke überspannt. Die Kanzel steht am Chorbogen. Die Glasmalereien der drei Fenster aus Tischkathedralglas im Abschluss des Chors zeigen neben Jesus Christus die beiden Apostel Petrus und Paulus. Der Boden im Chorraum ist mit Kacheln belegt, dessen Mosaik jeweils zwei in sich verschlungene Quadrate zeigt, die eine Rosette umschließen. Das Taufbecken auf einem Steinsockel und mit Kupferschale wurde in neuerer Zeit gefertigt. Da auf der Orgel von 1887 nicht mehr richtig gespielt werden konnte, wurde sie 1973 durch eine Orgel mit 17 Registern, zwei Manualen und Pedal von Förster & Nicolaus Orgelbau ersetzt.